# Predor pod Sicilsko ožino
Predor pod Sicilsko ožino je predlagani predor pod Sicilsko ožino, ki bi povezoval Sicilijo in Tunizijo. Dolžina predora bi bila okrog 155 kilometrov, zgrajen naj bi bil iz petih predorov med štirimi umetno zgrajenimi otoki, ki bi jih zgradili z izkopanim materialom. Preliminarno študijo je izvedel italijanski inštitut ENEA
Trenutno se ožina prečka s trajekti ali pa letali.